# Moseby (Noord-Jutland)
Moseby is een plaats in de Deense regio Noord-Jutland, gemeente Jammerbugt. De plaats telt 622 inwoners (2008).